# Kevin Little
Kevin Little (ur. 3 kwietnia 1968 w Des Moines) – amerykański lekkoatleta, specjalizujący się głównie w biegu na 200 metrów.

## Kariera sportowa
Zdobył cztery medale halowych mistrzostw świata: złoty (1997) i trzy brązowe (1989, 1993, 1999). Podczas halowych mistrzostw w 2001 wygrał swój bieg półfinałowy, jednak nie wystąpił w finale z powodu kontuzji. Ma w swoim dorobku również srebrny medal Igrzysk Panamerykańskich (Hawana 1991). Wielokrotny medalista mistrzostw USA.
Swój rekord życiowy na otwartym stadionie (20,10) ustanowił 25 sierpnia 1999 w Sewilli. Jego halowy rekord życiowy (20,32) został ustanowiony 5 marca 1999 w Maebashi. Rekordy życiowe na innych dystansach:
- bieg na 100 m – 10,13 (1998)
- bieg na 400 m – 44,77 (1996)
- bieg na 300 m (hala) – 33,47 (1992)